# Abram M. Scott

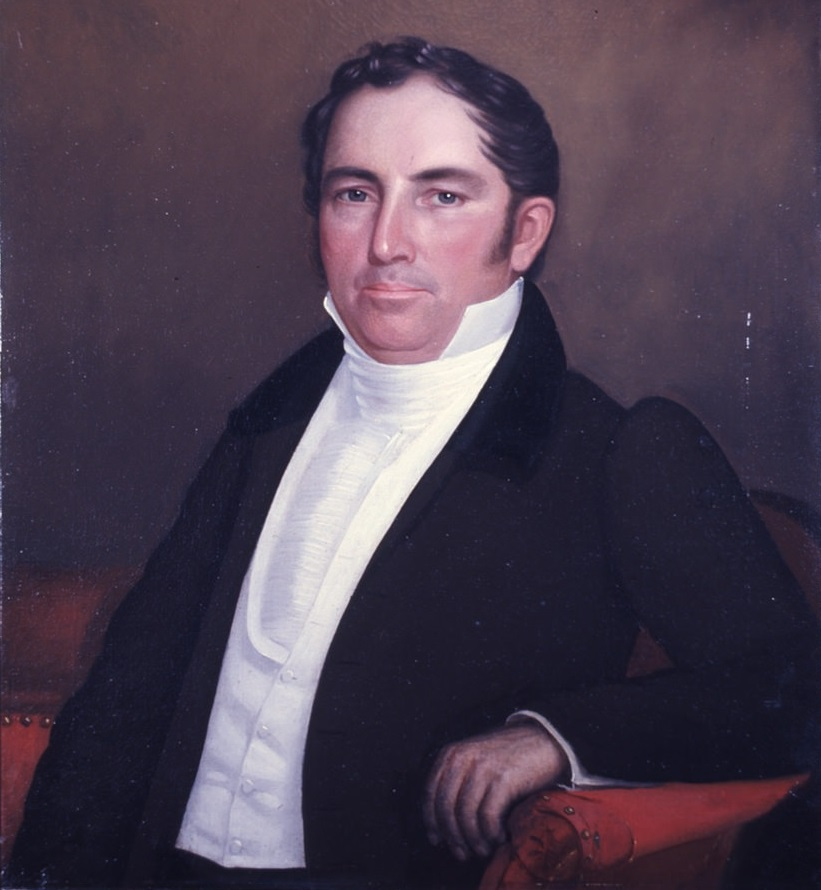
Abram M. Scott

Abram Marshall Scott (* 1785 im Edgefield County, South Carolina; † 12. Juni 1833 in Jackson, Mississippi) war ein US-amerikanischer Politiker und von 1832 bis 1833 Gouverneur des Bundesstaates Mississippi.

## Frühe Jahre und politischer Aufstieg
Abram Scott besuchte die öffentlichen Schulen seiner Heimat. Nach seinem Umzug in das Mississippi-Territorium wurde er Steuereinnehmer im Wilkinson County. Am Britisch-Amerikanischen Krieg von 1812 nahm Scott als Leutnant einer Einheit aus Mississippi teil. Nach dem Krieg war er 1817 Delegierter auf der verfassungsgebenden Versammlung von Mississippi. Im Jahr 1822 sowie von 1826 bis 1827 gehörte er dem Senat von Mississippi an. Damals wurde er auch Mitglied der neu gegründeten Demokratischen Partei von Andrew Jackson. Zwischen 1828 und 1830 war Scott als Vizegouverneur Stellvertreter von Gouverneur Gerard Brandon.

## Gouverneur von Mississippi
Im August 1831 wurde Abram Scott zum neuen Gouverneur seines Staates gewählt. Dieses Amt trat er am 9. Januar 1832 an. In seiner Amtszeit trat eine neue Verfassung in Kraft, die die Regierungsstruktur reformierte und in der unter anderem das Amt des Vizegouverneurs abgeschafft wurde. Damals wurde auch die Agriculture Bank gegründet. Außerdem wurden weitere Teile des Indianerlandes zur Besiedlung freigegeben. Bundespolitisch war diese Zeit von den Ereignissen um die Nullifikationskrise geprägt. In dem Machtkampf zwischen Präsident Jackson und dem von US-Senator John C. Calhoun angeführten Staat South Carolina unterstützten der Staat Mississippi und sein aus South Carolina stammender Gouverneur die Position des Präsidenten. Der Gedanke eines möglichen Austritts aus der Union wurde, anders als 1861, verworfen. Bei den Wahlen im Mai 1833 unterlag Scott gegen Hiram Runnels. Aber noch vor Ende seiner Amtszeit erkrankte Scott an der Cholera, an der er am 12. Juni 1833 verstarb. Seine restliche Amtszeit wurde vom Präsidenten des Senats, Charles Lynch, beendet. Abram Scott war mit Susan Gray verheiratet, mit der er drei Kinder hatte.
Nach ihm ist Scott County in Mississippi benannt.